# Ckm wz. 30
Das Ciężki karabin maszynowy wz. 30 (kurz: ckm wz. 30, deutsch: schweres Maschinengewehr Modell 30) war das erste Maschinengewehr der polnischen Armee in den 1930er Jahren.

## Entwicklung
Am Ende des Ersten Weltkriegs verfügte die polnische Armee über zahlreiche Modelle schwerer Maschinengewehre. Nachdem in den Jahren 1918–1921 ein Konflikt um die Grenzen Polens mit der Ukraine, Litauen und der Sowjetunion entfacht wurde, begann man 1921 mit der Standardisierung der Ausrüstung. Im selben Jahr beschloss der Botschafterrat Polen die Königliche Gewehrfabrik, eine deutsche Waffenfabrik in Danzig, zu überlassen. Infolgedessen wurde beschlossen, dass das Mauser Modell 98 das Standardgewehr der polnischen Armee sein sollte, und folglich auch die Patrone 7,92 × 57 mm.
Dies führte zu einem Problem mit den Maschinengewehren. Das einzige schwere Maschinengewehr, welches die 7,92 × 57 mm Munition verwendete, war das deutsche MG 08. Die Maschinengewehre dieses Typs waren jedoch bereits stark verbraucht und die Anschaffung neuer Maschinengewehre war nicht möglich. Durch den Versailler Vertrag war es Deutschland verboten sie herzustellen. Andere Maschinengewehre, die von der polnischen Armee in signifikanter Anzahl verwendet wurden (Schwarzlose wz. 07/15, Maxim wz. 10, Vickers wz. 09 und Hotchkiss wz. 14) verschossen andere Munition. Nur das russische Maxim wz. 10 konnte an die deutsche Munition angepasst werden. Die neue Bezeichnung dieses MG war ckm Maxim wz. 10/28. Die anderen mussten zurückgezogen und durch eine neue Konstruktion ersetzt werden.
Die starke pro-französische Fraktion im polnischen Generalstab führte dazu, dass die Konstruktion von Hotchkiss als neues schweres Maschinengewehr ausgewählt wurde, allerdings in einer Variante für die Mauser-Patrone. Zum Jahreswechsel 1924/1925 wurden auf Beschluss der Militärbehörden 1250 entsprechend modifizierte Gewehre bei der Firma Hotchkiss bestellt. Sie wurden dann von der polnischen Armee unter der Bezeichnung ckm wz. 25 übernommen. Es stellte sich bald heraus, dass die französische Modifikation ungenau war und die Gewehre sich durch mangelnde Präzision, überhitzte Läufe und häufige Ladehemmungen auszeichneten.
Nach dem Maiputsch 1926 schwächte sich die pro-französische Fraktion im Generalstab deutlich ab. Dies führte dazu, dass die Werbung für das ckm wz. 25 schließlich aufgegeben wurde. 1927 wurden die ckm wz. 25 aus der Infanterie abgezogen und der Artillerie überlassen, wo weniger häufig mit Maschinengewehren geschossen wurde. Bei der Infanterie griff man meist auf die mit französischer Munition versorgten ckm wz. 14 zurück.
Mit dem Abzug der ckm wz. 25 aus der Infanterie stellte sich das Problem des Ersatzes schwerer Maschinengewehre erneut. Ein weiteres Wettbewerbsverfahren für ein neues Maschinengewehr wurde eingeleitet. General Włodzimierz Maxymowicz-Raczyński wurde Vorsitzender der Wettbewerbskommission, der auch polnische Spezialisten für Maschinengewehre angehörten (darunter Major Dr. Tadeusz Felsztyn und Major Władysław Ostrowski).
Der Wettbewerb fand im Dezember 1927 in Warschau statt, und vier Rüstungsunternehmen nahmen daran teil
- Colt mit einem Colt M1928 Maschinengewehr (eine leicht modifizierte Exportversion des ckm Browning M1917A1)
- Vickers-Armstrong (als europäischer Vertreter von Colt) ebenfalls mit dem Gewehr Colt M1928, aber mit deutscher Munition
- Vickers-Armstrong mit einem auf deutsche Patronen umgerüsteten Vickers Mk. I
- Schwarzlose-Janeček mit einem Schwarzlose-Janeček vz.07/12/27-Maschinengewehr (tschechoslowakische Version des Schwarzlose wz. 07/12 mit 7,92 × 57 mm-Munition)
- Hotchkiss mit einem überarbeiteten ckm wz. 25.

Nach den ersten Versuchen gewannen die Browning-Gewehre vor den Modellen von Hotchkiss und Schwarzlose-Janeček. Am schlechtesten schnitt das Vickers Mk. I ab. Die zweite Phase des Wettbewerbs fand im Sommer 1928 statt und nur Colt und Vickers wurden zur Teilnahme eingeladen. Dies führte zu zahlreichen Beschwerden und diplomatischen Noten von französischer Seite. Die Tschechen nahmen das Scheitern gelassen hin.
Wieder einmal gewannen die Browning-Gewehre die Versuche, wobei sich die ursprüngliche Variante als besser erwies. Etwas schlechter war das Browning-Gewehr in der deutschen Patronenversion, die von Vickers geliefert wurde. Sowohl persönlich als auch über seinen europäischen Agenten verlangte Colt als Gegenleistung für die Lizenz der Produktion eine Mindestbestellung von 3000 Exemplaren der Nullserie und 450 Tausend Dollar, was nach dem damaligen Wechselkurs (1 USD – ca. 9 PLN) über 4 Millionen Złoty kosten würde.
Der Generalstab war sehr zurückhaltend, wenn es um den Kauf von Waffen aus dem Ausland ging. Die kam vor allem nach dem Skandal um den Vertrag für das ckm Browning wz. 28. Damals bot das belgische Unternehmen FN, das als Vertreter von Colt auftrat, eine Lizenz und Produktionsunterlagen an und behauptete fälschlicherweise, dass die zum Wettbewerb eingereichten Waffen aus der Serienproduktion in Herstal stammten. Es handelte sich hierbei jedoch um amerikanische Gewehre. Außerdem hatte die FN zum Zeitpunkt der Vertragsunterzeichnung keinerlei Rechte, die Lizenz zu verkaufen. Die Angelegenheit kam ans Licht, als Polen 10.000 Gewehre mit einer Lieferfrist von sechs Monaten bestellte. Es stellte sich heraus, dass Belgien noch nicht einmal die Umstellung der Dokumentation von imperialen auf metrische Maße abgeschlossen hatten. Infolgedessen verzögerte sich der Abnahmetermin um fast zwei Jahre und die polnische Seite war nicht bereit, die fälligen Vertragsstrafen zu zahlen.
Daher zögerte man, mit dem europäischen Agenten von Colt zu sprechen. Es wurde jedoch eine andere Lösung gefunden: Der Ingenieur Jan Skrzypiński, stellvertretender Direktor der Gewehrfabrik (polnisch: Fabryka Karabinów), fand heraus, dass die von Colt angeführten Patente in Polen bereits abgelaufen waren. Daher war die Konstruktion des Browning-Gewehrs in Polen rechtlich nicht geschützt. Nachdem ein Team von Anwälten Skrzypińskis Entdeckung bestätigt hatte, wurde beschlossen, das Browning-Gewehr zu kopieren und die Produktion in Polen rasch aufzunehmen. Jan Skrzypiński wurde für seine Entdeckung mit einer Prämie von 65.000 PLN belohnt, was etwa 1,5 % des Wertes des ausstehenden Vertrages mit Colt entsprach.

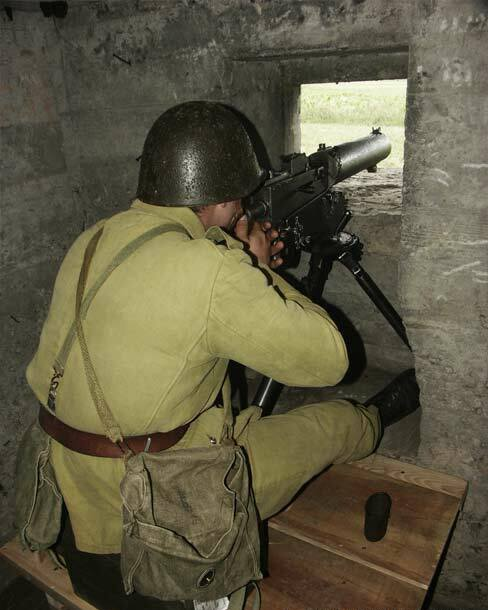
ckm wz.30 mit Infanteriesockel wz. 34 in einem Kampfunterstand für Maschinengewehre – ein einseitiges Traditor auf der Hauptverteidigungsstellung der Armee „Łódź“ an der Warthe (historische Rekonstruktion)

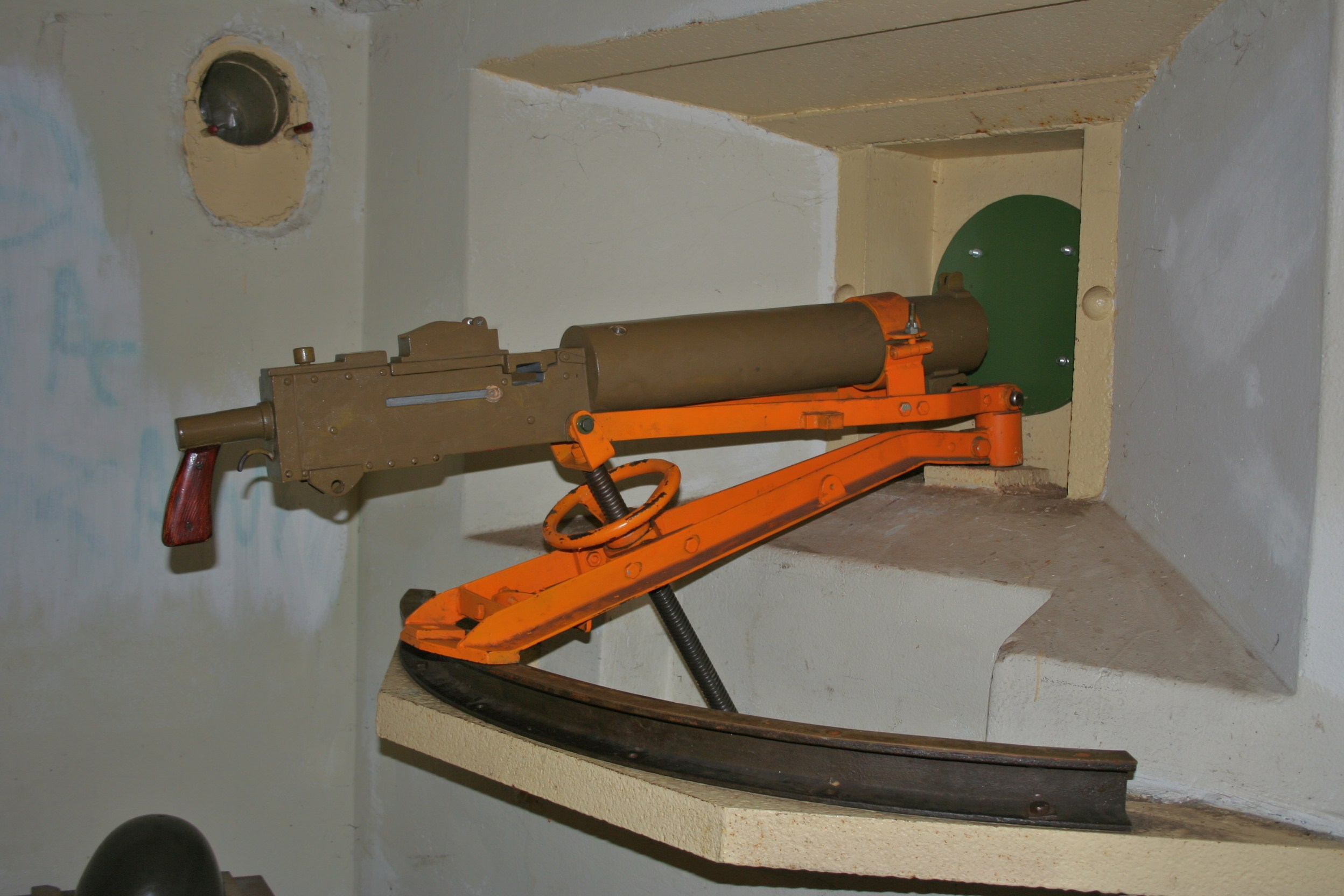
Ckm wz. 30 in einem Bunker mit Schienensockel

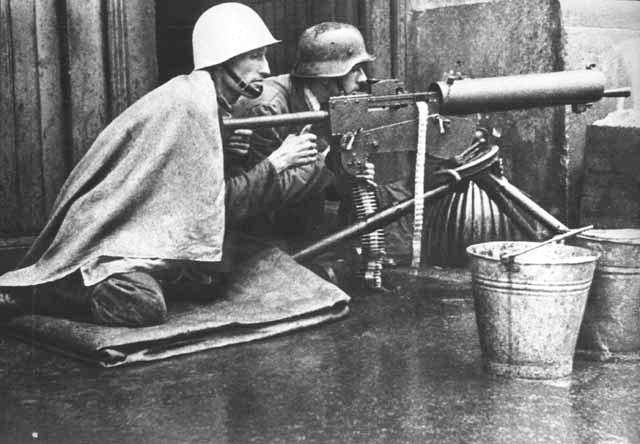
Warschauer Aufstand: Posten mit ckm wz. 30 auf der Elektryczna-Straße in Warschau, im Bezirk Powiślu.

Anfang 1929 begann man in der Warschauer Gewehrfabrik der Staatlichen Rüstungsbetriebe (PWU-FB) (polnisch: Fabryce Karabinów Państwowych Wytwórni Uzbrojenia) mit der Erstellung von Produktionsunterlagen für ein neues schweres Maschinengewehr. Nach einer vorläufigen Bewertung meldete die Gewehrfabrik im April 1929 dem Ministerium für militärische Angelegenheiten, dass sie in der Lage sei, etwa 5.000 Maschinengewehre pro Jahr zu produzieren, sofern keine weiteren Aufträge erteilt würden. Um mit der Produktion beginnen zu können, war es jedoch notwendig, eine gründliche Untersuchung der amerikanischen Prototypen durchzuführen und auf deren Grundlage eine Dokumentation in metrischen Maßen zu erstellen. Wichtig war auch eine gründliche Analyse des Entwurfs im Hinblick auf die Auswirkungen der Verwendung eines neuen Munitionstyps. Gerade dieser letzte Punkt fehlte bei der Entwicklung des ckm wz. 25.

## Produktion
Die ersten beiden Maschinengewehr-Prototypen wurden im Sommer 1930 fertiggestellt. Anschließend wurden sie in der Zentrale Schießschule in Toruń getestet. Diese Tests zeigten, dass die Waffe korrekt funktionierte, aber einige Elemente noch verfeinert werden mussten (z. B. die Feder der Zuführungsklaue). Darüber hinaus waren einige konstruktive Änderungen vorgesehen, wie z. B. die Verlängerung des Laufs (der dem Lauf des Maxim wz. 08 entspricht), die Änderung des Pistolengriffs in einen stärkeren und die Verwendung anderer Zielvorrichtungen. Die Kimme mit Gucklochvisier wurde durch ein klassisches Bogenvisier und ein Zielfernrohr auf der Nockenscheibe ersetzt.
Im Frühjahr 1931 wurden die erste 200 Stück des ckm wz. 30 hergestellt. Sie wurden in ausgewählten Einheiten der polnischen Armee während der Manöver im Sommer 1931 getestet. Durch diese ersten gesammelten Erfahrungen und die damit verbundenen Änderungen entstand die endgültige Serienversion. Die Serienproduktion begann ebenfalls im Jahr 1931. Bis Dezember 1931 wurden 300 weitere ckm wz. 30 hergestellt, die für die polnische Armee bestimmt waren.
Hauptabnehmer der ckm wz. 30 war die polnische Armee, an die zwischen 1931 und 1939 insgesamt 8.400 Stück geliefert wurden. Außerdem wurden sie ins Ausland exportiert. Der größte Exporterfolg war der Verkauf von über 1.700 Maschinengewehren an die Republik Spanien in den 1930er Jahren. Außerdem nahmen die schweren Maschinengewehre oft an ausländischen Wettbewerben für Maschinengewehre teil und schlugen dabei oft das originale Browning M1917. PWU verfügte jedoch in den meisten Fällen nicht über die nötigen Mittel, um solche Geschäfte zu finanzieren, und die Aufträge wurden von konkurrierenden Unternehmen übernommen. Im Jahr 1938 erhielt die Staatliche Waffenfabrik einen großen Exportauftrag ohne Kredit. Der Käufer war die Türkei, die 500 modifizierte ckm wz. 30/39T bestellten. Dieser Vertrag wurde wahrscheinlich bis zum Ausbruch des Zweiten Weltkriegs erfüllt.
Der Stückpreis schweren Maschinengewehr, das aus dem Gewehr, der Lafette, dem Werkzeugkasten, dem Wasserkühler, den Gürtelkästen und dem Dampfschlauch bestand, variierte mit der Entwicklung der Produktion. Während der Ausführung des ersten Vertrags lag er bei 4076,65 Złoty pro Satz. Im Jahr 1938 war der Preis wesentlich niedriger und betrug nur 2102,05 Złoty pro Satz.

## Technische Beschreibung
Das ckm wz. 30 war eine Modifikation des amerikanischen Browning M1917A1. Zu den wichtigsten Designänderungen gehören:
- Anpassung der Waffe an das Kaliber 7,92 mm Mauser (polnische Produktion),
- Verwendung eines Bogenvisiers anstelle einer Kimme mit Gucklochvisier,
- Anpassung des Gewehrs für das Fliegerabwehrschießen durch Hinzufügen einer Halterung für das Winkelvisier, einer Halterung für die Montage des Radlaufs mit dem Muster 1929,
- Erweiterung des hinteren Griffs für die ganze Hand,
- Vergrößerung der Länge des Laufs und des Kühlkörpers,
- neuartige Kupplung für den Einfüllstutzen und den Dampfschlauch,
- Verbesserte Konstruktion der Laufverriegelung,
- die Verwendung eines leichteren Verschlussblocks,
- Einführung eines Patronengurtes mit größerem Fassungsvermögen (330 statt 250 Schuss),
- Anwendung einer neuen Lafette[5].

Das ckm wz. 30 war eine automatische Schusswaffe nach dem Prinzip des Rückstoßlader mit kurz zurückgleitendem Lauf, mit keilförmiger Verriegelung und Hebelbeschleuniger. Die Waffe wurde durch einen geschlossenen Verschluss abgefeuert, was den Vorteil hatte, dass sie präziser war. Allerdings war es schwierig, das Gewehr zu kühlen. Die Gesamtlänge des Gewehrs betrug 1.200 mm, das Leergewicht 13,6 kg.
Der Lauf des ckm wz. 30 war 720 mm lang und führte durch einen Wärmetauscher, der 3 Liter Wasser fasste. Auf der Rückseite war der Lauf in einen Schlitten geschraubt, der sich beim Schießen mit bewegte. Außerdem wurde er mit einem Mündungsfeuerdämpfer ausgestattet. Der Lauf war austauschbar, wobei die Prozedur für den Austausch schneller war als beim Maxim, aber immer noch eine Demontage des Gewehrs erforderte. Das ckm wz. 30 wurde von einem durchgehenden Patronengurt mit 330 Schuss mit Munition versorgt.
Für das ckm wz. 30 wurden drei verschiedene Lafetten verwendet: wz. 30, wz. 34 und wz. 36. Die ursprüngliche amerikanische Lafette für das Browning M1917A1 hatte drei gleich lange Beine, so dass er mit einem 360°-Schwenk in jede Richtung gestellt werden konnte. In Polen wurde jedoch beschlossen, dass die Lafette des wz. 30 für die Flugabwehr angepasst werden sollte. Zu diesem Zweck wurde empfohlen, die Lafette mit einem geeigneten Mast zu versehen, der in einer der Stützen gelagert wird.

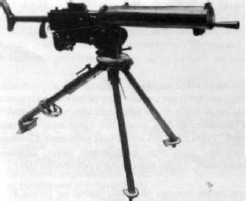
Ckm wz. 30 auf Lafette wz. 30

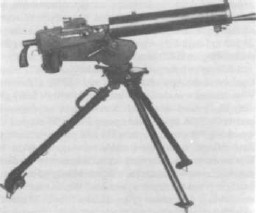
Ckm wz. 30 auf Lafette wz. 34

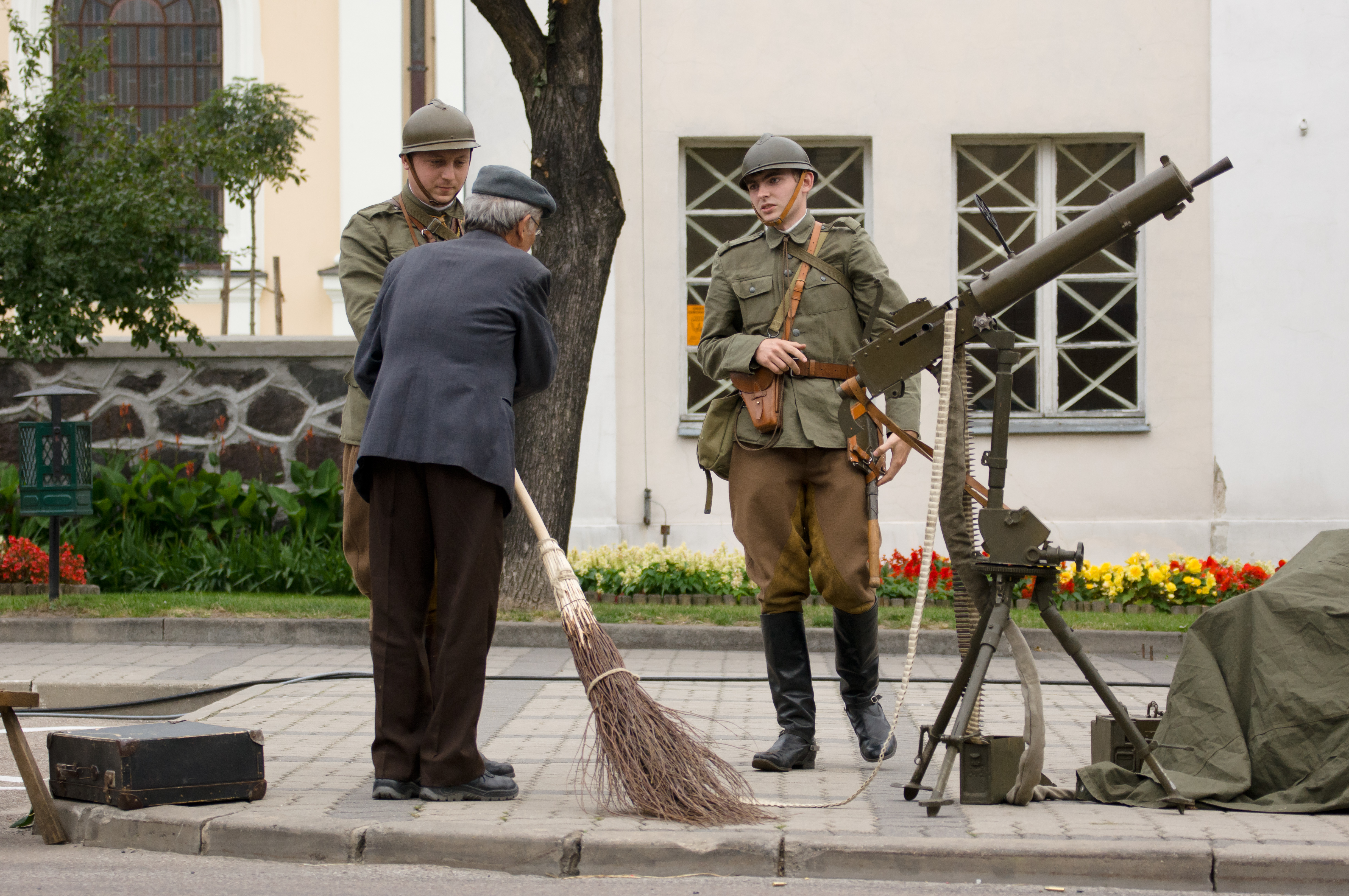
Polnische Reenactors mit einem ckm wz. 30 auf Lafette wz. 36

1930 wurde ein Wettbewerb für eine polnische Lafette für das ckm wz. 30 ausgeschrieben. Die Anforderungen an den Unterbau waren:
- Gewicht nicht höher als 30 kg,
- ausreichende Steifigkeit, um ein kreisförmiges Schießen zu ermöglichen,
- eine Konstruktion, die einen schnellen Auf- und Abbau der Waffe ermöglicht,
- eine Anpassung der Lafette gegen Luftziele.

Den Wettbewerb gewann die von Major Skotnicki aus der Büchsenmacherwerkstatt des Zeughauses Nr. 2 in Warschau entworfene Lafette, die als Ausrüstung unter der Bezeichnung wz. 30 angenommen wurde. Die Konstruktion des Sockels ermöglichte das Schießen in einer horizontalen Ebene von 360° und in einer vertikalen Ebene – von −38° bis 40°. Der Winkel der Verkeilung der Beine des Sockels war einstellbar, wodurch sich die Höhe des Sockels in der Bodenschussposition von 380 bis 880 mm veränderte. Dies wiederum ermöglichte es, sowohl im Liegen als auch im Knien zu schießen. Für das Schießen auf Luftziele wurde das Gewehr von der Lafette gelöst und ein Flugabwehrmast aus dem hinteren Bein herausgezogen. Dann wurde er in das Loch des Holmschaftes gesteckt und an seinem Ende ein Gabeljoch mit einem Verbindungsstift befestigt. Im Jahr 1936 verfügte die polnische Armee über 3.434 Exemplare der Lafette wz. 30.
Im gleichen Jahr wurde die modernisierte Lafette wz. 34 von der polnischen Armee übernommen. Sie war leichter (26,3 kg) und widerstandsfähiger, jedoch war der vertikale Schusswinkel etwas kleiner und betrug von −34° bis +35°. Außerdem wurde am hinteren Bein ein Tragegriff angebracht. Bis 1938 erhielt die polnische Armee 3.980 Lafetten wz. 34.
Für die Bedürfnisse der Kavallerie wurde eine dritte Lafette mit der Bezeichnung wz. 36 entwickelt, die Kavallerie-Lafette PWU PC-33, die durch das Patent Nr. 18258 von 1933 geschützt wurde. Eigentümer der Erfindung war der Ingenieur Zygmunt Krotkiewski aus Nowa Huta, von dem PWU später die Eigentumsrechte erwarb. Die Kavallerie-Lafette wz. 36 war ebenfalls dreibeinig, aber ohne den klassischen Holm. Die Funktion wurde durch das Gehäuse eines Federrückstoßdämpfers erfüllt, der unter dem Lauf lag und gleichzeitig ein integrierter Fliegerabwehrmast war. Der Einsatz des Stoßdämpfers ermöglichte es, die Basis trotz ihres geringen Gewichts (17 kg) während der Aufnahmen zu stabilisieren. Außerdem war die Lafette mit einer automatischen Feuerleitanlage ausgestattet. In der Stellung für das Schießen auf Bodenziele konnte die Höhe des Gewehrs von 370 bis 838 mm eingestellt werden. Am 1. August 1938 gab es 1.100 Kavallerie-Lafetten wz. 36 in den Einheiten der polnischen Armee oder in Aufträgen.

## Einsatz
Der Hauptnutzer des ckm wz. 30 war die polnische Armee. Abgesehen von 200 Exemplaren der Null-Serie wurden bis März 1939 mindestens 8.401 Maschinengewehre ausgeliefert. Vor Kriegsausbruch nahm das Heer wahrscheinlich noch einige hundert weitere in Empfang. Darüber hinaus wurden die Waffen in großer Zahl in das republikanische Spanien (über 1.700) und wahrscheinlich in die Türkei exportiert. Im Zuge des Überfall auf Polen wurde auch eine Reihe von ckm wz. 30 von der Wehrmacht übernommen.

### ckm wz. 30 in der polnischen Armee

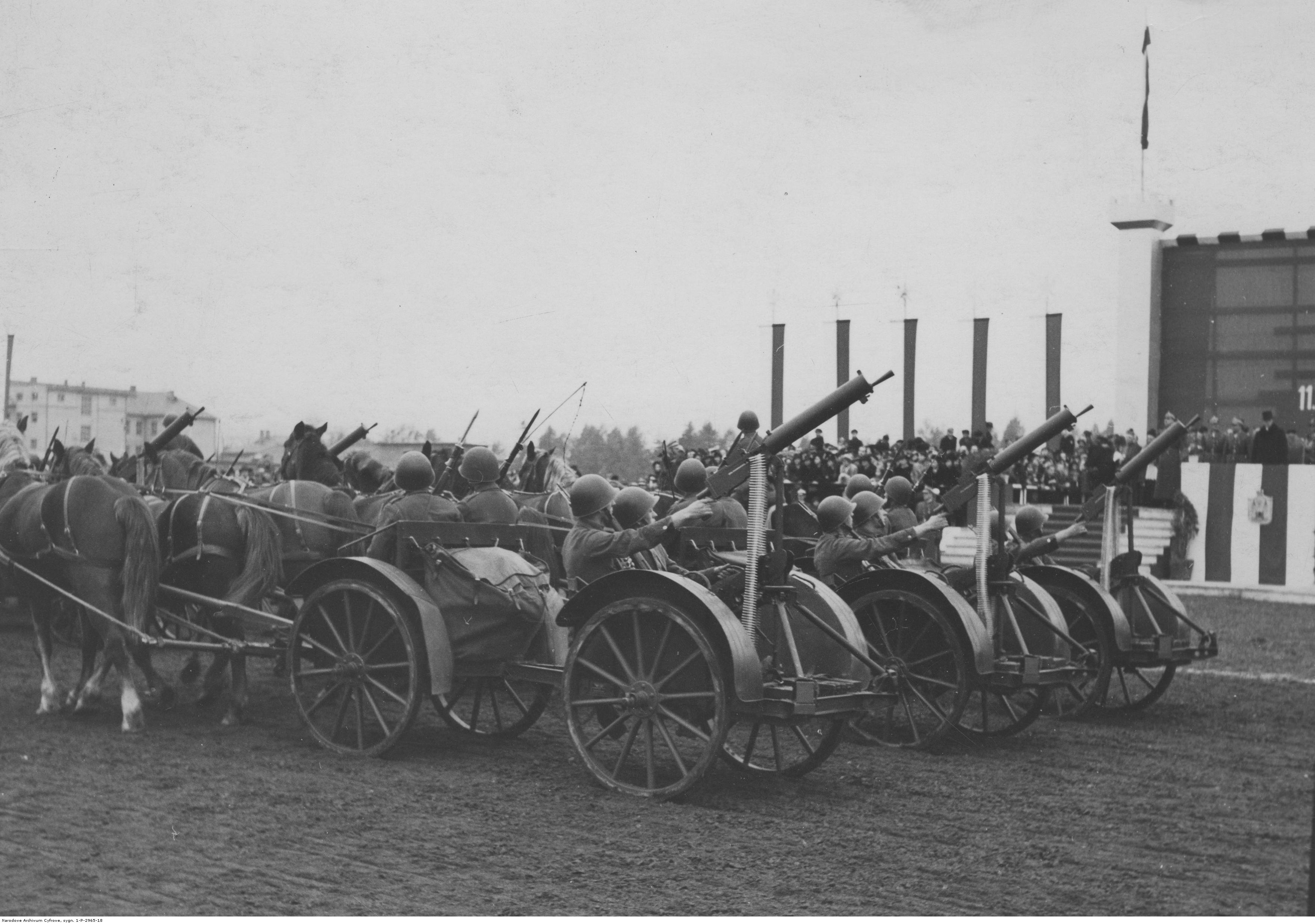
Ckm wz. 30 auf MG-Karren

Die ckm wz. 30 wurden in der Ausrüstung der polnischen Infanterie, der Kavallerie und der motorisierten Panzereinheiten verwendet. Außerdem wurden sie als Bewaffnung in Festungsanlagen eingesetzt, z. B. in Schlesien. Ckm wz. 30 wurden in den Befestigungsanlagen auf den Sockeln wz. 30, wz. 34 oder auf Schienensockel aufgestellt. Außerdem wurden die Maschinengewehre, nachdem sie auf speziellen Festungsbasen montiert worden waren, in gepanzerten Kuppeln oder Halbkuppeln untergebracht. Die ckm wz. 30 wurden auch als Bewaffnung in polnischen Panzern verwendet, u. a. im 7TP.
Bei der Infanterie der polnischen Armee gab es schwere Maschinengewehre erst ab Bataillonsstärke, zu dem eine Kompanie von Maschinengewehren und zugehörigen Waffen gehörte. Die Aufgabe dieser Einheit bestand darin, die drei Infanteriekompanien mit schwerem Feuer zu unterstützen. Die Organisationsstruktur der Maschinengewehrkompanie (Detail Nr. 12: vier Maschinengewehrzüge und ein Mörserzug) ermöglichte es, jeder Infanteriekompanie einen schweren Maschinengewehrzug zuzuordnen. Der vierte Zug diente der Fliegerabwehr (transportiert auf einem MG-Karren wz. 34), während der Mörserzug immer der Bataillonsführung unterstellt war. 1939 war das ckm wz. 30 auf Schienensockel oder wz. 34 der Grundtyp des schweren Maschinengewehrs für Maschinengewehrzüge. Einheiten, die nicht über genügend ckm wz. 30 verfügten, wurden mit älteren Maxim wz. 08 auf Schienensockel oder mit Maxim wz. 10/28 bewaffnet. Bei der Infanterie wurde der Transport der ckm wz. 30 mit Hilfe von den MG-Karren wz. 34 durchgeführt.
Bei der Kavallerie verfügte jedes Kavallerieregiment über eine leichte Maschinengewehrstaffel. Sie bestand aus der Führung, einem Nachschubtrupp, einem Kampftrupp und drei Zügen mit je 4 ckm. In zwei Zügen wurden die ckm wz. 30 auf MG-Karren wz. 36 transportiert, während sie im dritten Zug auf andere Weise transportiert wurden. Neben den Schwadronen in den Kavallerieregimentern war geplant, elf unabhängige schwere Maschinengewehrzüge zu mobilisieren, bei denen die Maschinengewehre auf MG-Karren wz. 36 transportiert wurden. Sie sollten den Brigaden der Kavallerie zugeordnet werden.
Das ckm wz. 30 sollte zunächst auch die Grundbewaffnung der TKW- und TKS-Tanketten bilden. Im Falle des TKW wurde die Arbeit Mitte der 1930er Jahre aufgrund eines Konstruktionsfehlers, der bei der Erprobung des Prototyps entdeckt wurde, eingestellt. Anders verhielt es sich mit den TKS-Tanketten, die in die Ausrüstung der polnischen Armee aufgenommen wurden. Die ersten TKS-Prototypen waren mit dem ckm wz. 30 bewaffnet, da dies das Standard-Maschinengewehr der polnischen Armee sein sollte. Am 12. Juli 1933 weigerte sich jedoch der Generalstabschef, General Janusz Gąsiorowski, die serienmäßigen TKS-Tanketten mit dieser Waffe auszurüsten. In der Begründung hieß es, dass die Aufrüstung mit einem neuen Infanteriegewehr dringlicher sei. Schließlich wurden die TKS-Tanketten mit dem alten ckm wz. 25 von Hotchkiss bewaffnet.
Die ckm wz. 30 fanden schließlich ihren Weg in die Ausrüstung polnischer Panzerfahrzeuge. Im September 1939 waren dies der 7TP (sowohl in der Version mit zwei Türmen als auch mit einem Turm) und der Vickers E (Varianten mit zwei Türmen und mit einem Turm). Der neue 10TP-Panzer sollte auch mit dem ckm wz. 30 bewaffnet werden.

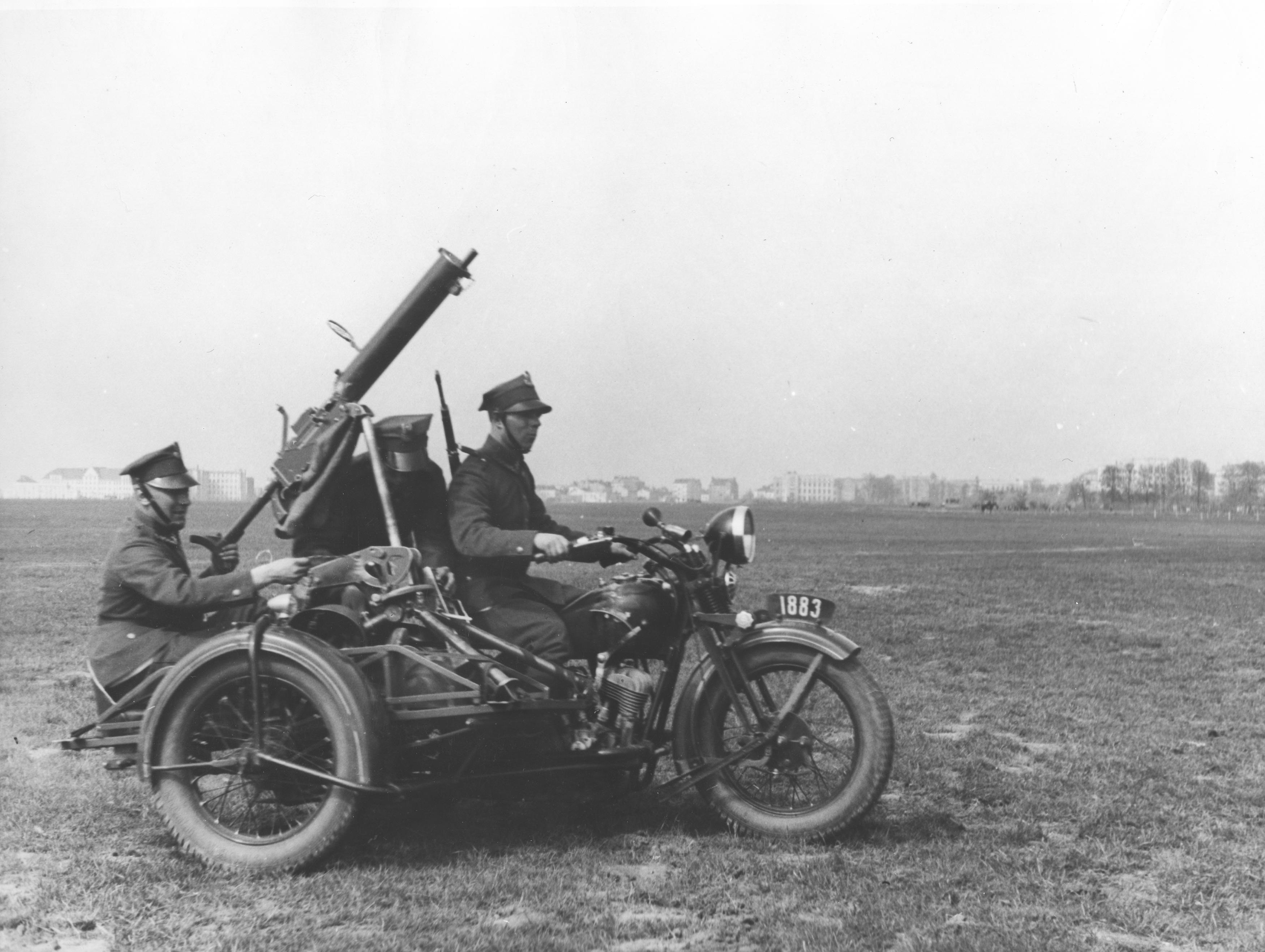
Sokół 1000 mit ckm wz. 30

In der polnischen Armee gab es auch Versuche, Motorräder und Autos mit dem ckm wz. 30 zu bewaffnen. 1934 konstruierte das Militärtechnische Forschungsinstitut einen speziellen Beiwagen für das Sokół 1000 mit einem ckm wz. 30 für das Motorrad. Bei der Manöverabteilung des Infanterie-Ausbildungszentrums wurden bei den Tests Konstruktionsfehler entdeckt, die korrigiert werden mussten. Nach deren Berücksichtigung wurde das verbesserte Motorrad 1936 erneut an die Manöverabteilung geschickt und auf dessen Grundlage wurden acht weitere Motorräder mit dem ckm und acht Munitionsanhänger (für 6.020 Schuss) bestellt. Schließlich wurde der Bau weiterer solcher bewaffneter Motorräder aufgegeben. Die Motorräder waren mit dem Maschinengewehr stark überladen (um fast 100 kg), was sie langsamer und schwieriger zu manövrieren machte. Auch die Geländeeigenschaften nahmen stark ab. Außerdem konnte ein effektives Feuer erst nach dem Entfernen des ckm vom Beiwagen und dem Eingraben durchgeführt werden. Das Schießen während der Fahrt war im Grunde genommen eine Munitionsverschwendung, während das Schießen im Stand die Besatzung dem feindlichen Feuer aussetzte. Schließlich entschied man sich, die Motorräder mit den leichteren Maschinengewehren wz. 28 zu bewaffnen.
Weiterhin wurden versuchsweise Ursus und Fiat 508/518-LKWs für den Transport und Einsatz der wz. 30 in einer speziellen Variante mit nach hinten gerichteten Maschinengewehren ausgetestet jedoch nicht weiter verfolgt.
Nach Eroberung Polens durch die deutsche Wehrmacht wurden einige ckm wz. 30 von Partisaneneinheiten verwendet. Die ckm wz. 30 wurden auch während des Warschauer Aufstands verwendet.

### ckm wz. 30 in den spanischen Armeen

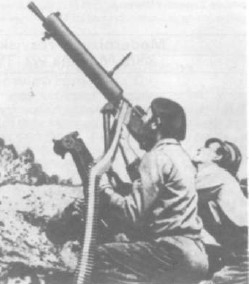
Ckm wz. 30 zur Bekämpfung von Luftzielen in Spanien

Das Republikanische Spanien war der größte Importeur von schweren Maschinengewehren des Typs wz. 30. In den 1930er Jahren lieferte das staatliche Waffenexportunternehmen SEPEWE mehr als 1.700 ckm wz. 30 an das republikanische Spanien, wobei die Bezahlung in Gold erfolgte, das aus der UdSSR vorexportiert wurde. Diese Maschinengewehre wurden auch von den Frankisten verwendet, welche von den Republikanern erbeutet wurden.
Das Ckm wz. 30 war in Spanien ein beliebtes Maschinengewehr und wurde sogar in Filmen über den Spanischen Bürgerkrieg verwendet (z. B. Land und Freiheit von 1995).

### ckm wz. 30 in Wehrmacht

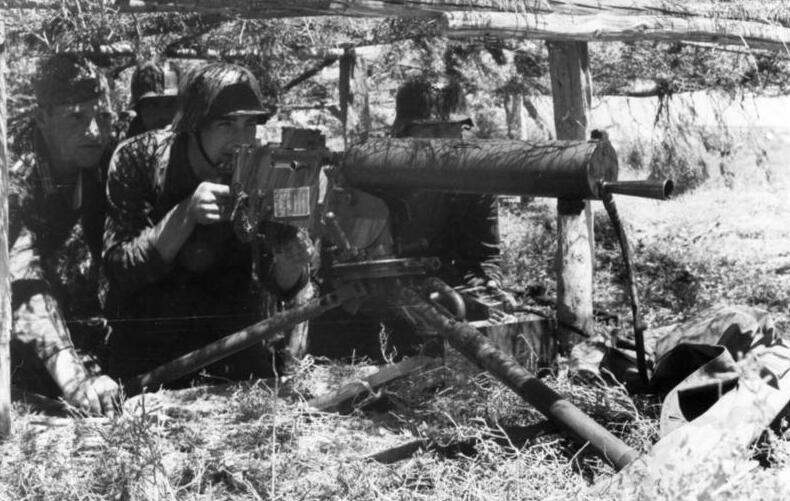
Deutsche Soldaten mit ckm wz 30. in Frankreich, 1943.

Während des Überfalls auf Polen erbeutete die Wehrmacht viele ckm wz. 30, die unter der Bezeichnung 7,9 mm s MG 30 (p) oder 7,9 mm s MG 249 (p) in die Ausrüstung übernommen wurden. Diese Waffen wurden bei der Partisanenbekämpfung und in rückwärtigen Einheiten eingesetzt.
Während des Überfall auf die Sowjetunion gelangten ebenfalls mehrere ckm wz. 30, welche zuvor von der sowjetischen Armee in Polen erbeutet wurde, in die Hände der Wehrmacht. Diese wurden dann unter der Bezeichnung 7,9 mm s MG 249 (r) in der Wehrmacht geführt.

## Varianten

### ckm wz. 30a
Als der ckm wz. 30 im Einsatz war, fiel ein gewisser Mangel auf. Die dünne Spitze des massiven Schlagbolzen neigte zum Brechen. Daher befanden sich in der Werkzeugkiste bis zu drei Ersatzschlagbolzen. Der Austausch des Schlagbolzens war jedoch sehr kompliziert und erforderte unter anderem die Demontage des Schlosses.
Aus diesem Grund wurde Ende der 1930er Jahre mit der Arbeit an einer modernisierten Version des ckm wz. 30 begonnen, die u. a. den Einbau von Schlagbolzen mit austauschbaren Bolzen, die Verwendung eines neuartigen Gewehrkolbens, eines modifizierten Schlittens und eines neuen Verschlusses vorsah. Bis zum Ausbruch des Krieges wurden etwa 150 Exemplare dieses Maschinengewehrs mit der Bezeichnung ckm wz. 30ahergestellt.
Eine Entwicklungsvariante des ckm wz. 30a sollte zudem eine Waffe namens k.m.k.s (schießendes Kompanie-Maschinengewehr) (polnisch: karabin maszynowy kompanii strzeleckiej) sein. Das neue Gewehr sollte luftgekühlt sein und es wurde geplant, einen neuen Griff zu verwenden.

### ckm wz. 30/39T
Eine speziell von der Türkei bestellte Variante des wz. 38 mit dem geänderten Kaliber von 7,65 × 53 mm.